# Leptopelis brevirostris
Leptopelis brevirostris és una espècie de granota de la família dels hiperòlids que viu al Camerun, Guinea Equatorial, el Gabon, Nigèria i, possiblement també, a la República Centreafricana i la República del Congo.
Està amenaçada d'extinció per la pèrdua del seu hàbitat natural.